# György Orth
György Orth (30. dubna 1901, Budapešť – 11. ledna 1962, Porto) byl maďarský fotbalista a trenér.
Hrál na postu útočníka, zejména za MTK Budapešť. Trénoval Chile na MS 1930.

## Hráčská kariéra
György Orth hrál na postu útočníka za Vasas, Pisu, MTK Budapešť, First Vienna FC, Olympique de Marseille a Budai 11.
Za Maďarsko hrál 32 zápasů a dal 13 gólů.

## Trenérská kariéra
Orth trénoval řadu klubů v Evropě i v Latinské Americe. Trénoval i reprezentace Chile, Mexika, Kolumbie a Peru. Tým Chile trénoval na MS 1930.

## Úspěchy

### Hráč
MTK
- Maďarská liga (8): 1917/18, 1918/19, 1919/20, 1920/21, 1921/22, 1922/23, 1923/24, 1924/25
- Maďarský pohár (1): 1922/23

Individuální
- Král střelců maďarské ligy (3): 1919/20, 1920/21, 1921/22
- Maďarský fotbalista roku (1): 1918

### Trenér
Norimberk
- Gauliga Bayern (2): 1936/37, 1937/38

Mexiko
- Mistrovství Severní Ameriky (1): 1947